# Tomás Miguel Pineda y Saldaña
Tomás Miguel Pineda y Saldaña (Hacienda Chanrayo, de San Pedro Masahuat, departamento de La Paz, El Salvador, 29 de diciembre de 1791 - San Salvador, El Salvador, 6 de agosto de 1875) fue el segundo Obispo de San Salvador.

## Nacimiento y Estudios
Tomás Miguel Pineda y Saldaña nació el 29 de diciembre de 1791, en la Hacienda Chanrayo, de San Pedro Masahuat, departamento de La Paz, El Salvador, siendo hijo de Cayetano Pineda y Manuela Saldaña.
Sus primeras letras las aprende de su madre, luego estudia en Zacatecoluca, y a la edad de doce años es enviado a Guatemala para continuar sus estudios eclesiásticos, obteniendo el grado de Bachiller en Filosofía en la Universidad Pontificia de San Carlos, siendo ordenado como sacerdote en 1819, ejerciendo en la parroquia de la iglesia de Asunción, Izalco.
El 8 de julio de 1843, Pío IX lo designa como obispo de Antígona y vicario del Obispado de San Salvador.

## Segundo Obispo de San Salvador
Tras la expulsión lo sacaron del obispo Jorge Viteri y Ungo, en 1846, fue preconizado obispo in partibus, siendo antes consagrado en Ocotepeque., siendo instituido como obispo el 10 de marzo de 1853.
Las desavenencias entre el Obispo Saldaña y el presidente Barrios, lo obligaron a abandonar su grey en 1862, regresando después del derrocamiento del presidente Barrios.
Tuvo una actitud pasiva respecto al movimiento que derrocó al presidente Francisco Dueñas, en 1871.
Muere el 6 de agosto de 1875, en San Salvador, su funeral fue presidido por el presidente  Santiago González.